# March to the Black Holocaust
Albums de Vlad Tepes & Bèlkètre
Black Legions Metal
(1995)
March to the Black Holocaust est un album split par Vlad Tepes et Bèlkètre, deux groupes de black metal français appartenant au cercle des Légions Noires. L'album sera suivi l'année suivante par un deuxième split, Black Legions Metal, réunissant Vlad Tepes et Torgeist.

## Titres
| 1. | Wladimir's March                        | 1:37  |
| 2. | Massacre Song from the Devastated Lands | 4:19  |
| 3. | In Holocaust to the Natural Darkness    | 2:22  |
| 4. | Drink the Poetry of the Celtic Disciple | 12:20 |
| 5. | Dans Notre Chute                        | 0:31  |
| 6. | Misery Fear & Storm Hunger              | 4:10  |
| 7. | Diabolical Reaps                        | 3:30  |
| 8. | Under the Carpathian Yoke               | 4:14  |

| 9.  | Guilty             | 6:28 |
| 10. | A Day Will Dawn    | 3:25 |
| 11. | Hate               | 3:16 |
| 12. | Last Sigh of God   | 1:58 |
| 13. | Night of Sadness   | 4:10 |
| 14. | Despair            | 2:38 |
| 15. | Those of Our Blood | 4:01 |
| 16. | If We Had...       | 1:01 |